# 富士見町小暮
富士見町小暮（ふじみまちこぐれ）は、群馬県前橋市の地名。
旧富士見村時代は、住所で勢多郡富士見村大字小暮の地域である。また、前橋市合併後は粕川町と同じように村名の富士見村が富士見町となり、そのあと大字名がつくため前橋市富士見町○○となる。面積は5.69km2(2013年現在)。郵便番号は371-0103。

## 地理
赤城山南西の裾野部の赤城白川の東側の地域。
赤城白川が地域の西端を北から南に流れ、藤沢川が地域の東部を北から南に流れている。
南部は早くから人家が多く、北部のほとんどは林野であった。

## 歴史
江戸時代頃からある地名であり、寛永12年から前橋藩領だった。

### 年表
- 1889年 市町村制が施行され、小暮村は近隣13村と合併し南勢多郡富士見村ができる。そのため群馬県南勢多郡富士見村大字小暮となる。
- 1896年 郡統合（東群馬郡と南勢多郡の統合）により勢多郡に所属し勢多郡富士見村大字小暮となる。
- 1969年 中央家畜病性鑑定所（現:群馬県家畜衛生研究所）が同町に移転してくる。
- 1993年4月1日 地域内を通っていた群馬県道大間々宮城子持線が国道353号に昇格し、地域内に初めて国道が通る事となる。
- 2009年 富士見村が前橋市へ編入合併したため、群馬県前橋市富士見町小暮となる。
- 2017年5月12日 当町の全域が区域となっている、前橋・赤城地域がチッタスロー国際連盟に加盟する[6]。

## 世帯数と人口
2017年（平成29年）8月31日現在の世帯数と人口は以下の通りである。
| 町丁         | 世帯数    | 人口    |
| ------------ | --------- | ------- |
| 富士見町小暮 | 1,756世帯 | 4,658人 |

## 小・中学校の学区
市立小・中学校に通う場合、学区は以下の通りとなる。
| 番地 | 小学校             | 中学校               |
| ---- | ------------------ | -------------------- |
| 一部 | 前橋市立時沢小学校 | 前橋市立富士見中学校 |
| 一部 | 前橋市立白川小学校 | 前橋市立富士見中学校 |

## 交通

### 鉄道
町内に鉄道駅はない。

### バス
関越交通が、けやきウォーク前橋 - 前橋駅 - 中央前橋駅 - 富士見温泉の間にバス路線を開業させており、地域内の群馬県道4号前橋赤城線上にバス停が設置されている。
他、同じく関越交通が運行を行っているデマンドバス方式のるんるんバスがある。

### 道路
国道353号が地域の北部を東西に、群馬県道4号前橋赤城線が地域の中央を南北に、群馬県道34号渋川大胡線が地域の南部を東西に、それぞれ通っている。また、ふるさと農道も通過している。

## 施設
- 富士見郵便局
- 小暮神社
- 前橋市立白川小学校
- 群馬県馬事公苑
- 群馬県家畜衛生研究所
- 竜門公園

## 避難所
一時避難所が1か所、二次避難所が1か所あるが、当町が避難対象区域となった場合、隣接する富士見町時沢にある前橋市立時沢小学校にも避難する地区がある。

### 指定緊急避難場所 (一次避難所)
- 富士見地区農村環境改善センター

### 指定避難所 (二次避難所)
- 前橋市立白川小学校[11]